# Ромоданівська селищна територіальна громада
Ромоданівська селищна громада — територіальна громада в Україні, на території Миргородського району Полтавської області. Адміністративний центр — селище Ромодан.
Утворена 8 серпня 2019 року шляхом об'єднання Ромоданівської селищної ради Миргородського району та Новооріхівської сільської ради Лубенського району.

## Населені пункти
До складу громади входять:
- 1 селище:
  - Ромодан,
- 6 сіл:
  - Величківка,
  - Конюшеве,
  - Новооріхівка,
  - Ромодан.
  - Сотницьке,
  - Шарківщина